# 다카하시 겐지 (1985년)
다카하시 겐지(일본어: 髙橋 健史, 1985년 1월 1일~)는 일본의 전 축구 선수이다.

## 구단 경력
과거 도쿠시마 보르티스에서 활동하였다.